# استارایا کارا
استارایا کارا (به لاتین: Staraya Kara) یک منطقهٔ مسکونی در روسیه است که در باشقیرستان واقع شده‌است.